# Indy Lights 1993
De 1993 Firestone Indy Lights Kampioenschap was het achtste kampioenschap van de Indy Lights.

## Teams en Rijders
De teams reden met een Lola T93/20-chassis of een March 86A/2-chassis. Alle teams reden wel met dezelfde 3.5 L Buick V6-motor.
| Team                     | Chassis | Nr | Rijder            | Sponsor(s)                         | Opmerkingen                                                                         |
| ------------------------ | ------- | -- | ----------------- | ---------------------------------- | ----------------------------------------------------------------------------------- |
| Leading Edge Motorsports | Lola    | 1  | Jeff Ward         | Kawasaki / Oakley                  | Reed de eerste vijf races                                                           |
| Leading Edge Motorsports | Lola    | 1  | Mark Ritchey      | Kawasaki / Nature's Recipe         | Reed in Cleveland en Toronto                                                        |
| Leading Edge Motorsports | Lola    | 1  | Harald Huysman    | Hydro / Brooks                     | Reed de laatste vier races                                                          |
| Leading Edge Motorsports | Lola    | 7  | Eddie Lawson      |                                    | Reed in Portland, Cleveland, New Hampshire, Vancouver, Mid-Ohio, Laguna Seca        |
| Brian Stewart Racing     | Lola    | 2  | Pedro Chaves      | Castrol / Fly To Oporto            |                                                                                     |
| John Martin Racing       | Lola    | 3  | Franck Fréon      | Entrepreneur / Aldus               |                                                                                     |
| John Martin Racing       | March   | 14 | Mike Palumbo      |                                    | Reed in Long Beach, Milwaukee en Detroit                                            |
| John Martin Racing       | March   | 14 | Tom Finnelly jr.  | Icon Comm. / Mirage Boats          | Reed alleen in Vancouver                                                            |
| John Martin Racing       | March   | 14 | David Pook        | Makita                             | Reed alleen in Laguna Seca                                                          |
| Bradley Motorsports      | Lola    | 4  | Robbie Groff      | Travelers Inn / Bradley Food Marts | Reed de eerste zeven races                                                          |
| Bradley Motorsports      | Lola    | 4  | Russell Spence    | Bradley Food Marts                 | Reed alleen in Laguna Seca                                                          |
| Bradley Motorsports      | Lola    | 6  | Buzz Calkins      | Bradley Food Marts                 | Reed alleen niet in Phoenix                                                         |
| ?                        | Lola    | 5  | Sandy Brody       | Exide / Rent Ruan / STP            |                                                                                     |
| TransAtlantic Racing     | Lola    | 9  | Scott Schubot     |                                    | Reed alleen de laatste race niet                                                    |
| RaysCar Racing           | Lola    | 10 | Ray Richter       |                                    | Reed in Long Beach en Portland                                                      |
| A.L. Motorsports         | Lola    | 10 | Hubert Haupt      | Marcelo Group                      | Reed in Vancouver, Mid-ohio en Laguna Seca                                          |
| A.L. Motorsports         | Lola    | 25 | Hubert Haupt      |                                    | Reed in Long Beach, Milwaukee, Detroit, Portland, Cleveland en Toronto              |
| Groff Motorsports        | Lola    | 25 | Robbie Groff      | Marcelo Group / Knights Inn        | Reed de laatste vijf races                                                          |
| ZW Motorsports           | Lola    | 11 | Frederik Ekblom   | Hello Sweden / Petroglobe          | Reed de eerste twee races niet                                                      |
| ZW Motorsports           | March   | 22 | Frederik Ekblom   |                                    | Reed alleen in Long Beach                                                           |
| ZW Motorsports           | March   | 22 | Richard Nauert    | Southwest Performance              | Reed alleen in Long Beach                                                           |
| ?                        | March   | 77 | Richard Nauert    | Motorvac                           | Reed in Cleveland en Laguna Seca                                                    |
| Tasman Motorsports       | Lola    | 15 | Steve Robertson   | Crane & Shovel / EDS Unigraph      |                                                                                     |
| Tasman Motorsports       | Lola    | 16 | Bryan Herta       | My Life Card / Day-Focus           |                                                                                     |
| Tasman Motorsports       | Lola    | 17 | Harald Huysman    | Hydro / Brooks                     | Reed de eerste acht races                                                           |
| Dyson Racing             | Lola    | 18 | James Weaver      | Rain-X                             | Reed in Long Beach, Detroit, Cleveland, Toronto, Mid-Ohio en Pennsylvania           |
| Elff Racing              | March   | 20 | Fausto Galdi      |                                    | Reed in Detroit en Cleveland                                                        |
| Dick Simon Racing        | Lola    | 23 | Nick Firestone    | Mirachem / NOW                     |                                                                                     |
| Team Enza                | Lola    | 31 | Robert Amren      | New Zealand Apples                 | Reed de eerste negen races                                                          |
| Team Enza                | Lola    | 31 | Yukio Okamoto     | BP / BMB                           | Reed alleen in Laguna Seca                                                          |
| Dorricott Racing         | Lola    | 32 | Bob Dorricott jr. | Sunnyvale Valve                    | Reed in Phoenix, Long Beach, Milwaukee, Detroit, Portland, Vancouver en Laguna Seca |
| ?                        | March   | 33 | Bob Reid          | Ingersoll-Rand                     | Reed in Detroit, Cleveland en Toronto                                               |
| ?                        | March   | 33 | Scott Wood        | Maxim / DG Energy                  | Reed alleen in Laguna Seca                                                          |
| ?                        | Lola    | 34 | Tony Ave          | Segerdahl                          | Reed in Cleveland, Mid-Ohio en Laguna Seca                                          |
| Team Leisy               | Lola    | 36 | David Pook        | SCP                                | Reed alleen in New Hampshire                                                        |
| Team Leisy               | Lola    | 36 | Mark Dismore      | SCP                                | Reed in Mid-Ohio en Laguna Seca                                                     |
| ?                        | Lola    | 44 | Cesar Jiminez     | American Wheel                     | Reed niet in Detroit en Portland                                                    |
| Miller Racing Team       | March   | 61 | Jack Miller       | Aquafresh / Water-Pik              |                                                                                     |
| Greg Moore Racing        | Lola    | 99 | Greg Moore        | Viper Auto Security                |                                                                                     |

## Races
| Race | Datum        | Circuit                                    | Locatie        |
| ---- | ------------ | ------------------------------------------ | -------------- |
| 1    | 4 April      | Phoenix International Raceway              | Phoenix, AZ    |
| 2    | 18 April     | Long Beach street circuit                  | Long Beach, CA |
| 3    | 6 Juni       | Milwaukee Mile                             | West Allis, WI |
| 4    | 13 Juni      | Belle Isle Raceway                         | Detroit, MI    |
| 5    | 27 Juni      | Portland International Raceway             | Portland, OR   |
| 6    | 11 Juli      | Grand Prix of Cleveland                    | Cleveland, OH  |
| 7    | 18 Juli      | Exhibition PlaceMid-Ohio Sports Car Course | Toronto, ON    |
| 8    | 8 Augustus   | New Hampshire Motor Speedway               | Loudon, NH     |
| 9    | 29 Augustus  | Molson Indy Vancouver                      | Vancouver, BC  |
| 10   | 12 September | Mid-Ohio Sports Car Course                 | Lexington, OH  |
| 11   | 19 September | Nazareth Speedway                          | Nazareth, PE   |
| 12   | 3 Oktober    | Laguna Seca Raceway                        | Monterey, CA   |

## Race resultaten
| Race | Race naam    | Pole positie    | Snelste ronde | Meeste ronden aan de leiding | Winnende rijder | Winnende team      |
| ---- | ------------ | --------------- | ------------- | ---------------------------- | --------------- | ------------------ |
| 1    | Phoenix      | Bryan Herta     | ?             | Bryan Herta                  | Sandy Brody     | ?                  |
| 2    | Long Beach   | Franck Fréon    | ?             | Franck Fréon                 | Steve Robertson | Tasman Motorsports |
| 3    | Milwaukee    | Steve Robertson | ?             | Robbie Groff                 | Bryan Herta     | Tasman Motorsports |
| 4    | Belle Isle   | Bryan Herta     | ?             | Steve Robertson              | Steve Robertson | Tasman Motorsports |
| 5    | Portland     | Bryan Herta     | ?             | Bryan Herta                  | Franck Fréon    | John Martin Racing |
| 6    | Cleveland    | Bryan Herta     | ?             | Bryan Herta                  | Bryan Herta     | Tasman Motorsports |
| 7    | Toronto      | Steve Robertson | ?             | Bryan Herta                  | Bryan Herta     | Tasman Motorsports |
| 8    | Loudon       | Bryan Herta     | ?             | Steve Robertson              | Steve Robertson | Tasman Motorsports |
| 9    | Vancouver    | Steve Robertson | ?             | Bryan Herta                  | Bryan Herta     | Tasman Motorsports |
| 10   | Ohio         | Bryan Herta     | ?             | Bryan Herta                  | Bryan Herta     | Tasman Motorsports |
| 11   | Pennsylvania | Bryan Herta     | ?             | Bryan Herta                  | Bryan Herta     | Tasman Motorsports |
| 12   | Monterey     | Bryan Herta     | ?             | Bryan Herta                  | Bryan Herta     | Tasman Motorsports |

## Uitslagen
| Pos | Rijder            | PHX | LBH | MIL | DET | POR | CLE | TOR | NHA | VAN | MDO | NAZ | LS | Punten |
| --- | ----------------- | --- | --- | --- | --- | --- | --- | --- | --- | --- | --- | --- | -- | ------ |
| 1   | Bryan Herta       | 2*  | 3   | 1   | 2   | 4*  | 1*  | 1*  | 13  | 1*  | 1*  | 1*  | 1* | 213    |
| 2   | Franck Fréon      | 9   | 2*  | 18  | 4   | 1   | 3   | 2   | 7   | 5   | 6   | 3   | 17 | 122    |
| 3   | Steve Robertson   | 8   | 1   | 16  | 1*  | 15  | 2   | 13  | 1*  | 15  | 2   | 14  | 8  | 107    |
| 4   | Pedro Chaves      | 6   | 4   | 10  | 17  | 7   | 5   | 3   | 9   | 2   | 3   | 7   | 4  | 105    |
| 5   | Robbie Groff      | 3   | 5   | 15* | 3   | 14  | 4   | 5   | 2   | 16  | 19  | 4   | 3  | 103    |
| 6   | Nick Firestone    | 13  | 20  | 2   | 13  | 6   | 11  | 6   | 8   | 4   | 5   | 2   | 6  | 85     |
| 7   | Fredrik Ekblom    |     | 7   | 8   | 16  | 2   | 20  | 4   | 5   | 9   | 8   | 5   | 5  | 78     |
| 8   | Harald Huysman    | 7   | 8   | 6   | 6   | 18  | 7   | 7   | 3   | 7   | 7   | 10  | 14 | 68     |
| 9   | Greg Moore        | 5   | 17  | 5   | 8   | 3   | 10  | 8   | 16  | 18  | 4   | 8   | 19 | 64     |
| 10  | Sandy Brody       | 1   | 15  | 9   | 19  | 16  | 22  | DNS | 6   | 8   | 14  | 12  | 7  | 44     |
| 10  | Buzz Calkins      |     | 11  | 4   | 10  | 11  | 13  | 17  | 4   | 11  | 13  | 6   | 10 | 44     |
| 12  | Eddie Lawson      |     |     |     |     | 8   | 9   |     | 10  | 3   | 17  |     | 2  | 42     |
| 13  | Robert Amren      | 10  | 6   | 3   | 15  |     | 6   | 12  | DNS | 19  |     |     |    | 34     |
| 14  | Hubert Haupt      |     | 19  | 12  | 7   | 10  | 8   | 9   |     | 6   | 9   |     | 22 | 31     |
| 15  | Bob Dorricott jr. | DNS | 10  | 17  | 9   | 5   |     |     |     | 12  |     |     | 12 | 19     |
| 15  | Cesar Jiminez     | 12  | 9   | 7   |     |     | 12  | 18  | 11  | 17  | 10  | 11  | 21 | 19     |
| 17  | Jeff Ward         | 4   | 16  | 11  | 11  | 17  |     |     |     |     |     |     |    | 16     |
| 17  | Scott Schubot     | 11  | 13  | 13  | 12  | 9   | 15  | 10  | 12  | 10  | 11  | 13  |    | 16     |
| 19  | James Weaver      |     | 21  |     | 5   |     | 21  | 14  |     |     | 16  | 9   |    | 14     |
| 20  | Mark Dismore      |     |     |     |     |     |     |     |     |     | 18  |     | 9  | 4      |
| 21  | Bob Reid          |     |     |     | 14  |     | 14  | 11  |     |     |     |     |    | 2      |
| 21  | Yukio Okamoto     |     |     |     |     |     |     |     |     |     |     |     | 11 | 2      |
| 21  | Jack Miller       | 14  | 18  | 19  | 20  | 12  | 19  | 16  | 14  | 13  | 12  | 15  | 18 | 2      |
| 24  | Ray Richter       |     | 12  |     |     | 13  |     |     |     |     |     |     |    | 1      |
| 25  | Russell Spence    |     |     |     |     |     |     |     |     |     |     |     | 20 | 0      |
| 25  | Mark Ritchey      |     |     |     |     |     | 16  | 15  |     |     |     |     |    | 0      |
| 25  | David Pook        |     |     |     |     |     |     |     | 15  |     |     |     | 13 | 0      |
| 25  | Mike Palumbo      |     | 22  | 14  | 21  |     |     |     |     |     |     |     |    | 0      |
| 25  | Richard Nauert    |     | 14  |     |     |     | 18  |     |     |     |     |     | 16 | 0      |
| 25  | Fausto Galdi      |     |     |     | 18  |     | 17  |     |     |     |     |     |    | 0      |
| 25  | Tom Finnelly jr.  |     |     |     |     |     |     |     |     | 14  |     |     |    | 0      |
| 25  | Tony Ave          |     |     |     |     |     | 23  |     |     |     | 15  |     | 23 | 0      |
| 25  | Scott Wood        |     |     |     |     |     |     |     |     |     |     |     | 15 | 0      |
| Pos | Rijder            | PHX | LBH | MIL | DET | POR | CLE | TOR | NHA | VAN | MDO | NAZ | LS | Punten |

| Kleur       | Resultaat                       |
| ----------- | ------------------------------- |
| Goud        | Winnaar                         |
| Zilver      | 2de plaats                      |
| Brons       | 3de plaats                      |
| Groen       | 4de en 5de plaats               |
| Lichtblauw  | 6de–10de plaats                 |
| Donkerblauw | Gefinisht (buiten de Top 10)    |
| Paars       | Niet gefinisht                  |
| Rood        | Niet gekwalificeerd (DNQ)       |
| Bruin       | Teruggetrokken (Wth)            |
| Zwart       | Gediskwalificeerd (DSQ)         |
| Wit         | Niet Gestart (DNS)              |
| Blank       | Nam geen deel aan de race (DNP) |
| Blank       | Niet geracet                    |

| Toegevoegde info    |                                                      |
| vet                 | Pole positie (1 punt)                                |
| cursief             | Snelste ronde                                        |
| *                   | Meeste ronden aan de leiding (2 punten)              |
| 1                   | Kwalificatie geannuleerd geen bonuspunten uitgedeeld |
| Rookie van het Jaar |                                                      |
| Rookie              |                                                      |

| Kleur       | Resultaat                       |
| ----------- | ------------------------------- |
| Goud        | Winnaar                         |
| Zilver      | 2de plaats                      |
| Brons       | 3de plaats                      |
| Groen       | 4de en 5de plaats               |
| Lichtblauw  | 6de–10de plaats                 |
| Donkerblauw | Gefinisht (buiten de Top 10)    |
| Paars       | Niet gefinisht                  |
| Rood        | Niet gekwalificeerd (DNQ)       |
| Bruin       | Teruggetrokken (Wth)            |
| Zwart       | Gediskwalificeerd (DSQ)         |
| Wit         | Niet Gestart (DNS)              |
| Blank       | Nam geen deel aan de race (DNP) |
| Blank       | Niet geracet                    |

| Toegevoegde info    |                                                      |
| vet                 | Pole positie (1 punt)                                |
| cursief             | Snelste ronde                                        |
| *                   | Meeste ronden aan de leiding (2 punten)              |
| 1                   | Kwalificatie geannuleerd geen bonuspunten uitgedeeld |
| Rookie van het Jaar |                                                      |
| Rookie              |                                                      |

| Positie | 1  | 2  | 3  | 4  | 5  | 6 | 7 | 8 | 9 | 10 | 11 | 12 |
| ------- | -- | -- | -- | -- | -- | - | - | - | - | -- | -- | -- |
| Punten  | 20 | 16 | 14 | 12 | 10 | 8 | 6 | 5 | 4 | 3  | 2  | 1  |

1986 ·
1987 ·
1988 ·
1989 ·
1990 ·
1991 ·
1992 ·
1993 ·
1994 ·
1995 ·
1996 ·
1997 · 
1998 ·
1999 ·
2000 ·
2001 ·
2002 ·
2003 ·
2004 ·
2005 ·
2006 ·
2007 ·
2008 ·
2009 ·
2010 ·
2011 ·
2012 ·
2013 ·
2014 ·
2015 ·
2016 ·
2017 ·
2018 ·
2019 ·
2020 ·
2021 ·
2022 ·
2023 ·
2024 ·
2025

Lijst van coureurs